# Революционная коммунистическая лига (Израиль)
Революционная коммунистическая лига, РКЛ (ивр. ליגה קומוניסטית מהפכנית‎, Лига Коммунистит Магапханит, Лакам) — троцкистская организация в Израиле, действовавшая с 1972 по начало 1990-х годов, являлась секцией Четвертого интернационала.

## Краткая история
После раскола в 1972 году леворадикальной группы «Мацпен» часть активистов вокруг Мишеля Варшавского и Арье Бобера (Arieh Bober) в Иерусалиме начала издавать журнал «Matzpen Marxist». В 1975 году они приняли название Революционная коммунистическая лига и присоединились в Четвертому интернационалу. «Matzpen Marxist» продолжал служить в качестве информационного и аналитического издания. РКЛ прекратила своё существование к началу 1990-х годов.
В 1984 году активистами РКЛ и палестинскими левыми был учрежден Альтернативный информационный центр (АИЦ). В 1987 году АИЦ был закрыт израильскими властями, а его директор Мишель Варшавский приговорен к 20 месяцам тюрьмы. Причиной ареста была объявлена связь с нелегальными палестинскими организациями. В 1995 году АИЦ возобновил свою деятельность.